# School 2013
School 2013 ist eine 16-teilige südkoreanische Fernsehserie mit den Hauptdarstellern Jang Nara, Choi Daniel, Lee Jong-suk und Kim Woo Bin, die auf KBS2 vom 3. Dezember 2012 bis 28. Januar 2013 erstausgestrahlt wurde. Innerhalb eines Klassenzimmers an der Victory High School thematisiert sie das Leben sowie auch die Probleme der heutigen Jugend wie Mobbing, Gewalt, Nachhilfeunterricht und private Probleme der Schüler.
Der Schüler Go Nam-soon besucht die Victory High School, wo er immer von einer Gruppe mit Oh Jung Ho als Anführer gemobbt wird. Zu Beginn des Schuljahres bekommt seine Klasse eine neue Klassenlehrerin namens Jung In Jae. Ihr fällt es schwer, die Klasse zu kontrollieren. Später kommt ein neuer Lehrer namens Kang Sae-chan zur Schule. Er wird als Co-Klassenlehrer der Klasse 2 ernannt. Die Geschichte handelt von den verbleibenden Schülern und ihren entstehenden Freundschaften. Ein neuer Austauschschüler namens Park Heung Soo wechselt auf die Schule. Er hegt einen Groll gegen Go Nam Soon. Während die Geschichte weitergeht, lernen wir ihre vergangene Beziehung kennen und was die Probleme zwischen ihnen verursacht hat. Die beiden Lehrer der Klasse helfen den Schülern, ihre Probleme zu überwinden.
| Jahr | Auszeichnung            | Kategorie                                                | Betroffener  | Ergebnis  |
| ---- | ----------------------- | -------------------------------------------------------- | ------------ | --------- |
| 2012 | KBS Dramapreis          | Qualitätspreis der besten Schauspielerin                 | Jang Nara    | Nominiert |
| 2012 | KBS Dramapreis          | Qualitätspreis der besten Schauspieler einer Kurzserie   | Choi Daniel  | Nominiert |
| 2012 | KBS Dramapreis          | Qualitätspreis der besten Schauspielerin einer Kurzserie | Jang Nara    | Gewonnen  |
| 2012 | KBS Dramapreis          | Bester neuer Schauspieler                                | Lee Jong-suk | Gewonnen  |
| 2012 | KBS Dramapreis          | Popularitätspreis Schauspieler                           | Choi Daniel  | Nominiert |
| 2012 | KBS Dramapreis          | Popularitätspreis Schauspieler                           | Lee Jong-suk | Nominiert |
| 2012 | KBS Dramapreis          | Popularitätspreis Schauspielerin                         | Jang Nara    | Nominiert |
| 2013 | 49. Baeksang-Kunstpreis | Bestes Drama                                             | School 2013  | Nominiert |
| 2013 | 49. Baeksang-Kunstpreis | Bester neuer Schauspieler                                | Kim Woo-bin  | Nominiert |
| 2013 | 7. Mnet-Preis           | Drama-Star der 20er Jahre                                | Lee Jong-suk | Nominiert |
| 2013 | 7. Mnet-Preis           | Drama-Star der 20er Jahre                                | Kim Woo-bin  | Nominiert |
| 2013 | 6. Korian-Drama-Preis   | Beispiel                                                 | Kim Woo-bin  | Nominiert |
| 2013 | 2. APAN-Starpreis       | Qualitätspreis eines Schauspielers                       | Lee Jong-suk | Gewonnen  |
| 2013 | 2. APAN-Starpreis       | Bester neuer Schauspieler                                | Kim Woo-bin  | Gewonnen  |

## Belege
1. ↑  Jang Nara's Cute Wish for School 2013's Success In: kbs.co.kr, abgerufen am 3. Januar 2018.
2. ↑  Choi Daniel Films Extravagant First Day at the Office In: kbs.co.kr, abgerufen am 3. Januar 2018.
3. ↑  (NEW DRAMA ‚School 2013‘) Distinctive Posters in Three Sets Released In: kbs.co.kr, 23. November 2012, abgerufen am 3. Januar 2018.
4. ↑  ‘School 2013’ Set As Official Title and Releases Group Poster of the Students (Memento vom 29. Januar 2013 im Webarchiv archive.today)
5. ↑  (New Drama '‚School 2013‘) Anticipation for the New “Real” School Report In: kbs.co.kr, 28. November 2012, abgerufen am 3. Januar 2018.
6. ↑  Fifth ‘School’ series too close for comfort? (Memento des Originals vom 3. Oktober 2018 im Internet Archive)  Info: Der Archivlink wurde automatisch eingesetzt und noch nicht geprüft. Bitte prüfe Original- und Archivlink gemäß Anleitung und entferne dann diesen Hinweis. In: koreaherald.com, 29. November 2012, abgerufen am 3. Januar 2018.
7. ↑  School 2013 Special: Let's Go to School (TV Movie 2013) – Plot Summary In: imdb.com, abgerufen am 3. Januar 2018.